# Corydalis campulicarpa
Corydalis campulicarpa är en vallmoväxtart som beskrevs av Bunzo Hayata. Corydalis campulicarpa ingår i släktet nunneörter, och familjen vallmoväxter. Inga underarter finns listade i Catalogue of Life.